# 维登乡
维登乡，是中华人民共和国云南省迪庆藏族自治州维西傈僳族自治县下辖的一个乡镇级行政单位。

## 词源
“维登”为白语，意为“圆形的坝子”，因坐落在澜沧江东岸的椭圆形台地上，故名。

## 行政区划
维登乡下辖以下地区：
北甸村、小甸村、山加村、维登村、新农村、富川村、新化村、箐头村和妥洛村。

## 中国传统村落
2013年8月，富川村被评为第二批中国传统村落。